# أوستيا أنتيكا

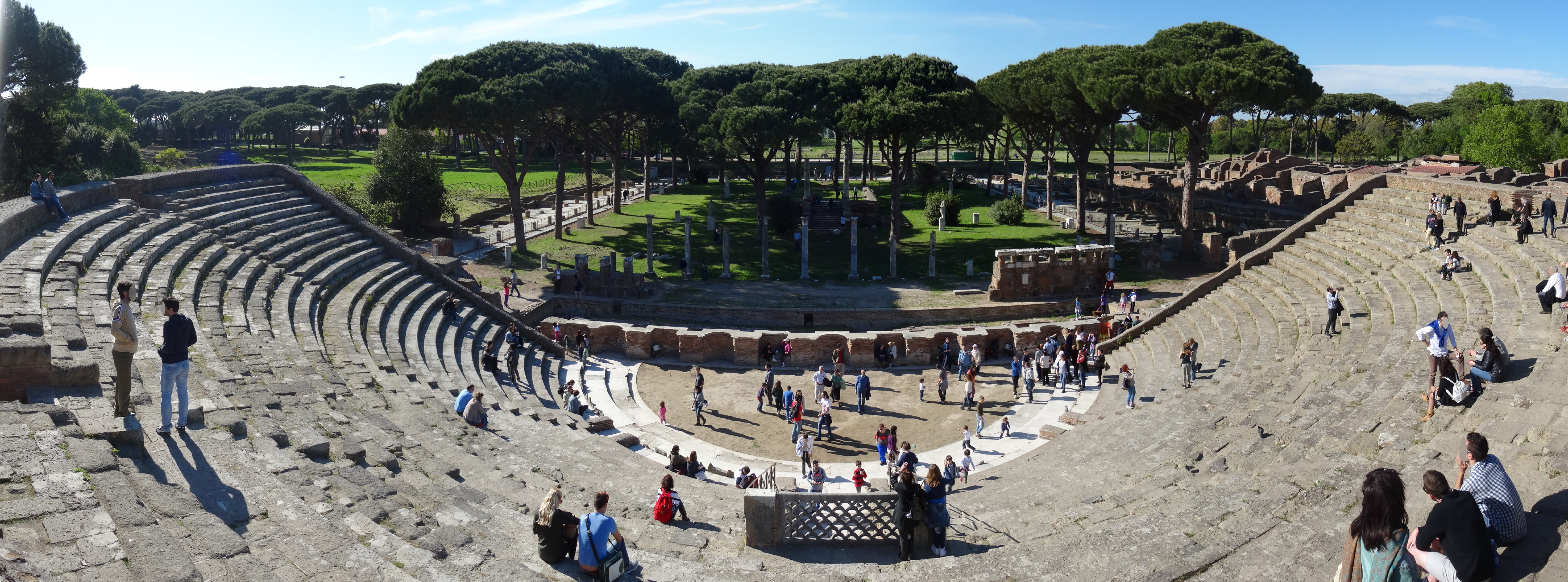
مسرح أوستيا.

أوستيا أنتيكا (بالإيطالية:Ostia Antica) هي موقع أثري كبير كان في مامضى مدينة وميناء في روما القديمة. يحتوي الموقع على مجموعة من المباني الرومانية والصور الجصية أو الفريسكو . وتبعد أوستيا نحو ثلاثة كيلومترات من بلدة ليدو دي أوستيا إحدى ضواحي روما، إلى الجنوب من مطار ليوناردو دافينشي.